# Рис Мечилл
Рис Мечилл (валл. Rhys Mechyll) (умер в 1244) — князь Дехейбарта, сын Риса Грига и его жены Матильды де Клер. После смерти отца Дехейбарт распался. Рис стал править столицей страны, Диневуром, а его брат, Маредид, был владетелем Дрислуина. Рис был женат на Матильде де Браоз, дочери Реджинальда де Браоза. От этого брака родились Рис Младший и Гведнелин, которая вышла замуж за Гилберта Талбота. Иногда Рис Мечилл отождествляется со своим кузеном Рисом ап Грифидом. В 1244 году Рис Мечилл умер. Ему наследовал его сын.